# Madera (Cekcyn)
Madera – część wsi Cekcyn w Polsce położona w województwie kujawsko-pomorskim, w powiecie tucholskim, w gminie Cekcyn.
W latach 1975–1998 Madera należała administracyjnie do województwa bydgoskiego.